# Xabier Prieto
Xabier 'Xabi' Prieto Argarate (San Sebastián, 29 de agosto de 1983) é um ex-futebolista profissional espanhol, que atuava como meia-atacante. É o quinto jogador que mais atuou pela equipe do Real Sociedad.

## Carreira
Nascido em San Sebastián, Gipuzkoa, Prieto começou na base do clube local Real Sociedad, e jogando em clubes locais amadores como o CD Hernani. Ele fez sua estreia profissional nao Real Sociedad B, ajudando na  Tercera División para Segunda Divisão Espanhola na temporada 2001-2002.